# Шепелєв Володимир Андрійович
Володи́мир Андрі́йович Ше́пелєв (нар. 1 червня 1997, Паліївка, Одеська область, Україна) — український футболіст, півзахисник збірної України та київського «Динамо».

## Біографія
Вихованець одеського футболу. З семи років займався в дитячій школі «Чорноморця».
У 2010 році перейшов у академію київського «Динамо». В ДЮФЛ виступав за «Чорноморець» і «Динамо». Перший тренер Погорелов Александр Георгиевич  Сергій Гусєв, у «Динамо» — Павло Кікоть.
За «Динамо» U-19 дебютував у юнацькому чемпіонаті 13 серпня 2014 у матчі проти ФК «Карпати» (Львів) (1:2), а за «Динамо» U-21 дебютував 28 лютого 2015 року в матчі проти «Металіста» (Харків) (2:1).
25 лютого 2017 року у віці 19 років дебютував за першу команду в матчі Прем'єр-ліги проти луганської «Зорі» (2:1).
14 квітня 2018 року Володимир забив переможний гол у ворота донецького «Шахтаря» (1:0), скориставшись помилкою захисника «гірників» Давида Хочолави при передачі на Фреда. Пізніше Шепелєв пояснив, що такий пресинг був частиною персональної опіки Фреда, а вже наступного дня він майже одностайно — 8 з 9 членів журі — був визнаний гравцем туру в УПЛ.

### Збірна
Має досвід виступів у складі юнацьких збірних України U-16, U-17 і U-18 (1997 і 1996 р.н. тренери — Олег Кузнецов та Олександр Головко).
6 червня 2017 року дебютував за національну збірну України у товариському матчі проти збірної Мальти (0:1). 11 червня 2017 року зіграв за національну збірну України в матчі кваліфікації на Чемпіонат світу 2018 року проти збірної Фінляндії (2:1), вийшовши на заміну на 76-й хвилині.

## Статистика виступів

### Клубна кар'єра
Станом на 25 травня 2024 року
| Сезон               | Команда             | Чемпіонат           | Чемпіонат | Чемпіонат | Кубок | Кубок | Кубок | Єврокубки | Єврокубки | Єврокубки | Інші кубки | Інші кубки | Інші кубки | Всього | Всього |
| Сезон               | Команда             | Змаг.               | Матчі     | Голи      | Змаг. | Матчі | Голи  | Змаг.     | Матчі     | Голи      | Змаг.      | Матчі      | Голи       | Матчі  | Голи   |
| ------------------- | ------------------- | ------------------- | --------- | --------- | ----- | ----- | ----- | --------- | --------- | --------- | ---------- | ---------- | ---------- | ------ | ------ |
| 2016—2017           | «Динамо» К          | ПЛ                  | 12        | 0         | КУ    | 2     | 0     | ЛЧ        | 0         | 0         | СК         | 0          | 0          | 14     | 0      |
| 2017—2018           | «Динамо» К          | ПЛ                  | 24        | 2         | КУ    | 4     | 1     | ЛЧ / ЛЄ   | 2+8       | 0         | СК         | 1          | 0          | 39     | 3      |
| 2018—2019           | «Динамо» К          | ПЛ                  | 24        | 0         | КУ    | 1     | 0     | ЛЧ / ЛЄ   | 4+9       | 0         | СК         | 1          | 0          | 39     | 0      |
| 2019—2020           | «Динамо» К          | ПЛ                  | 26        | 0         | КУ    | 4     | 0     | ЛЧ / ЛЄ   | 1+6       | 1+0       | СК         | 1          | 0          | 38     | 1      |
| 2020—2021           | «Динамо» К          | ПЛ                  | 19        | 0         | КУ    | 1     | 0     | ЛЧ / ЛЄ   | 9         | 0         | СК         | 0          | 0          | 29     | 0      |
| 2021—2022           | «Динамо» К          | ПЛ                  | 11        | 0         | КУ    | 1     | 0     | ЛЧ        | 2         | 0         | СК         | 0          | 0          | 14     | 0      |
| 2022—2023           | «Динамо» К          | ПЛ                  | 21        | 1         | —     | —     | —     | ЛЧ / ЛЄ   | 5+6       | 0         | —          | —          | —          | 32     | 1      |
| 2023—2024           | «Динамо» К          | УПЛ                 | 21        | 1         | КУ    | 1     | 0     | ЛК        | 1         | 0         | —          | —          | —          | 23     | 1      |
| Всього в «Динамо» К | Всього в «Динамо» К | Всього в «Динамо» К | 158       | 4         |       | 14    | 1     |           | 53        | 1         |            | 3          | 0          | 228    | 6      |
| Всього за кар'єру   | Всього за кар'єру   | Всього за кар'єру   | 158       | 4         |       | 14    | 1     |           | 53        | 1         |            | 3          | 0          | 228    | 6      |

### Матчі за збірну
Статистичні дані наведено станом на 27 грудня 2021 року
| Дата       | Місто     | Господарі | Результат | Гості   | Турнір            | Голи | Примітки |
| ---------- | --------- | --------- | --------- | ------- | ----------------- | ---- | -------- |
| 6-6-2017   | Ґрац      | Україна   | 0 – 1     | Мальта  | товариський матч  | -    | 46'      |
| 11-6-2017  | Тампере   | Фінляндія | 1 – 2     | Україна | Відбір до ЧС 2018 | -    | 76'      |
| 7-6-2019   | Львів     | Україна   | 5 – 0     | Сербія  | Відбір до ЧЄ 2020 | -    | 72'      |
| 10-9-2019  | Дніпро    | Україна   | 2 – 2     | Нігерія | товариський матч  | -    | 73'      |
| 14-11-2019 | Запоріжжя | Україна   | 1 – 0     | Естонія | товариський матч  | -    | 76'      |
| 17-11-2019 | Белград   | Сербія    | 2 – 2     | Україна | Відбір до ЧЄ 2020 | -    | 77'      |
| 7-10-2020  | Париж     | Франція   | 7 – 1     | Україна | товариський матч  | -    | 62'      |
| Усього     |           | Матчів    | 7         |         | Голів             | 0    |          |

## Досягнення
- Чемпіон України (1): 2020/21
- Срібний призер чемпіонату України (2): 2016/17, 2017/18, 2018/19, 2019/20
- Володар Кубка України: 2019/20
- Фіналіст Кубка України (2): 2016/17, 2017/18
- Володар Суперкубка України (3): 2018, 2019, 2020